# Dzsadzsima Nobuko
Dzsadzsima Nobuko (麝嶋 伸子; Hepburn: Jajima Nobuko) (Japán, 1959. december 26. –) japán válogatott labdarúgó.

## Nemzeti válogatott
1981-ben debütált a japán válogatottban. A japán válogatottban 1 mérkőzést játszott.

## Statisztika
| Japán válogatott | Japán válogatott | Japán válogatott |
| Időszak          | Mérk.            | gól              |
| ---------------- | ---------------- | ---------------- |
| 1981             | 1                | 0                |
| Összesen         | 1                | 0                |